# Campeonato da Europa de Atletismo de 2014 - 400 m com barreiras feminino
A prova dos 400 metros com barreiras feminino do Campeonato da Europa de Atletismo de 2014 foi disputada entre os dias 13 e 16 de agosto de 2014 no Estádio Letzigrund em Zurique, na Suíça. 

## Recordes
Antes desta competição, os recordes mundiais e do campeonato nesta prova eram os seguintes:
|                       | Nome              | Nacionalidade   | Tempo | Local     | Data                |
| --------------------- | ----------------- | --------------- | ----- | --------- | ------------------- |
| Recorde mundial       | Yuliya Pechonkina | Rússia          | 52s34 | Tula      | 8 de agosto de 2003 |
| Recorde do campeonato | Natalya Antyukh   | União Soviética | 53s32 | Barcelona | 30 de julho de 2010 |
| Recorde europeu       | Yuliya Pechonkina | Rússia          | 52s34 | Tula      | 8 de agosto de 2003 |

## Medalhistas
| Ouro               | Prata               | Bronze               |
| Eilidh Child (GBR) | Anna Titimets (UKR) | Irina Davydova (RUS) |

## Cronograma
Todos os horários são locais (UTC+2).
| Data         | Hora  | Evento    |
| ------------ | ----- | --------- |
| 13 de agosto | 10:55 | Bateria   |
| 14 de agosto | 18:10 | Semifinal |
| 16 de agosto | 17:15 | Final     |

## Resultados

### Bateria
Qualificação: 3 atletas de cada bateria  (Q) mais os 4 melhores qualificados (q).
| Posição | Bateria | Raia | Atleta                   | Nacionalidade | Tempo   | Notas                |
| ------- | ------- | ---- | ------------------------ | ------------- | ------- | -------------------- |
| 1       | 1       | 4    | Eilidh Child             | Grã-Bretanha  | 55.32   | Q                    |
| 2       | 4       | 3    | Anna Titimets            | Ucrânia       | 55.77   | Q                    |
| 3       | 2       | 2    | Vera Barbosa             | Portugal      | 55.85   | Q                    |
| 4       | 3       | 6    | Denisa Rosolová          | Chéquia       | 56.13   | Q                    |
| 5       | 1       | 6    | Axelle Dauwens           | Bélgica       | 56.15   | Q                    |
| 6       | 4       | 7    | Christiane Klopsch       | Alemanha      | 56.23   | Q                    |
| 7       | 1       | 8    | Vera Rudakova            | Rússia        | 56.35   | Q                    |
| 8       | 4       | 5    | Yadisleidy Pedroso       | Itália        | 56.75   | Q                    |
| 9       | 2       | 3    | Petra Fontanive          | Suíça         | 56.85   | Q                    |
| 10      | 4       | 6    | Stina Troest             | Dinamarca     | 56.95   | q                    |
| 11      | 1       | 2    | Valentine Arrieta        | Suíça         | 57.02   | q                    |
| 12      | 3       | 2    | Joanna Linkiewicz        | Polónia       | 57.12   | Q                    |
| 13      | 2       | 5    | Christine McMahon        | Irlanda       | 57.16   | Q                    |
| 14      | 2       | 7    | Liga Velvere             | Letônia       | 57.43   | q                    |
| =15     | 3       | 4    | Irina Davydova           | Rússia        | 57.51   | Q                    |
| =15     | 3       | 8    | Egle Staisiunaite        | Lituânia      | 57.51   | Q                    |
| 17      | 1       | 5    | Laura Sotomayor          | Espanha       | 57.54   |                      |
| 18      | 4       | 4    | Lucie Slanícková         | Eslováquia    | 57.56   |                      |
| 19      | 3       | 7    | Olena Kolesnychenko      | Ucrânia       | 58.04   |                      |
| 20      | 1       | 7    | Angela Morosanu          | Roménia       | 58.11   |                      |
| 21      | 4       | 2    | Robine Schürmann         | Suíça         | 58.16   |                      |
| 22      | 1       | 3    | Vilde Jakobsen Svortevik | Noruega       | 58.26   | Recorde da temporada |
| 23      | 3       | 3    | Hanne Claes              | Bélgica       | 1:00.20 |                      |
| 24      | 3       | 5    | Maris Mägi               | Estónia       | 1:03.04 |                      |
|         | 2       | 4    | Sara Petersen            | Dinamarca     |         | DSQ                  |
|         | 2       | 6    | Hanna Ryzhykova          | Ucrânia       |         | DSQ                  |

### Semifinal
Qualificação: 3 atletas de cada bateria  (Q) mais os  2 melhores qualificados (q). 
| Posição | Bateria | Raia | Atleta             | Nacionalidade | Tempo | Notas           |
| ------- | ------- | ---- | ------------------ | ------------- | ----- | --------------- |
| 1       | 2       | 3    | Eilidh Child       | Grã-Bretanha  | 54.71 | Q               |
| 2       | 1       | 5    | Anna Titimets      | Ucrânia       | 54.90 | Q,              |
| 3       | 2       | 6    | Denisa Rosolová    | Chéquia       | 54.96 | Q               |
| 4       | 2       | 4    | Axelle Dauwens     | Bélgica       | 55.63 | Q,              |
| 5       | 1       | 7    | Irina Davydova     | Rússia        | 55.69 | Q               |
| 6       | 2       | 5    | Joanna Linkiewicz  | Polónia       | 55.89 | q,              |
| 7       | 2       | 8    | Vera Rudakova      | Rússia        | 55.98 | q               |
| 8       | 1       | 8    | Yadisleidy Pedroso | Itália        | 56.07 | Q               |
| 9       | 1       | 6    | Christiane Klopsch | Alemanha      | 56.28 |                 |
| 10      | 1       | 4    | Vera Barbosa       | Portugal      | 56.33 |                 |
| 11      | 2       | 1    | Egle Staisiunaite  | Lituânia      | 56.39 | Recorde pessoal |
| 12      | 1       | 1    | Stina Troest       | Dinamarca     | 56.81 |                 |
| 13      | 1       | 2    | Liga Velvere       | Letônia       | 56.87 | Recorde pessoal |
| 14      | 2       | 2    | Valentine Arrieta  | Suíça         | 57.00 |                 |
| 15      | 2       | 7    | Christine McMahon  | Irlanda       | 57.31 |                 |
| 16      | 1       | 3    | Petra Fontanive    | Suíça         | 57.53 |                 |

### Final
| Posição           | Raia | Atleta             | Nacionalidade | Tempo | Notas                |
| ----------------- | ---- | ------------------ | ------------- | ----- | -------------------- |
| Medalha de ouro   | 3    | Eilidh Child       | Grã-Bretanha  | 54.48 |                      |
| Medalha de prata  | 6    | Anna Titimets      | Ucrânia       | 54.56 | Recorde pessoal      |
| Medalha de bronze | 5    | Irina Davydova     | Rússia        | 54.60 | Recorde da temporada |
| 4                 | 4    | Denisa Rosolová    | Chéquia       | 54.70 |                      |
| 5                 | 7    | Yadisleidy Pedroso | Itália        | 55.90 |                      |
| 6                 | 2    | Vera Rudakova      | Rússia        | 56.22 |                      |
| 7                 | 8    | Axelle Dauwens     | Bélgica       | 56.29 |                      |
| 8                 | 1    | Joanna Linkiewicz  | Polónia       | 56.59 |                      |

Legenda
| Recorde mundial       | Recorde mundial (World record)               |                       | Recorde africano                      | Recorde africano (African) |                                           | Q | Classificado por posição (Qualified) |
| Recorde do campeonato | Recorde do campeonato (Championship record)  | Recorde da América    | Recorde da América (Americas)         | q                          | Classificado por melhor tempo (Qualified) |   |                                      |
| Melhor marca do ano   | Melhor marca do ano (World leading)          | Recorde asiático      | Recorde asiático (Asian)              | DNS                        | Não largou (Did not start)                |   |                                      |
| Recorde nacional      | Recorde nacional (National record)           | Recorde europeu       | Recorde europeu (European)            | DNF                        | Não terminou (Did not finish)             |   |                                      |
| Recorde pessoal       | Recorde pessoal do atleta (Personal best)    | Recorde da Oceania    | Recorde da Oceania (Oceania)          | DSQ / DQ                   | Desclassificado (Disqualified)            |   |                                      |
| Recorde da temporada  | Recorde da temporada do atleta (Season best) | Recorde sul-americano | Recorde sul-americano (South America) | NM                         | Sem marca (No mark)                       |   |                                      |